# Acropora copiosa
Acropora copiosa är en korallart som beskrevs av Nemenzo 1967. Acropora copiosa ingår i släktet Acropora och familjen Acroporidae. IUCN kategoriserar arten globalt som otillräckligt studerad. Inga underarter finns listade i Catalogue of Life.